# کامرشال متالز
کامرشال متالز (انگلیسی: Commercial Metals) شرکت فولاد آمریکایی است، که در سال ۱۹۱۵ تأسیس شد.